# منتجع وكازينو ريد روك
منتجع وكازينو ريد روك (بالإنجليزية: Red Rock Casino, Resort & Spa)‏ هو فندق وكازينو يقع في سمرلين ساوث، نيفادا، في وادي لاس فيغاس.